# Иосиф (Чепиговский)
Епископ Иосиф (в миру Иван Иванович Чепиговский; 14 [26] ноября 1821, Ивановка, Днепровский уезд, Таврическая губерния — 25 июля [6 августа] 1890, Москва) — епископ Русской православной церкви, епископ Владикавказский.

## Биография
Иван Чепиговский родился 14 (26) ноября 1821 года в селе Ивановка Днепровского уезда Таврической губернии в семье священника Иоанна Косьмича Чепиговского и жены его — Пелагии Николаевны..
До 1843 года получал образование в Херсонской духовной семинарии, находившейся в Одессе. Затем обучался в Киевской духовной академии.
По окончании курса в 1847 году был назначен на Кавказ инспектором и учителем Тифлисского духовного училища. Но оказалось, что его распределение было ошибочным — в Тифлисском училище не было вакантных мест. Только спустя пять месяцев, в связи со смертью священника В. Д. Троицкого, открылась вакансия законоучителя Закавказского девичьего института и на эту должность был назначен Чепиговский. Перед назначением он женился на Варваре Борисовне — уроженке из г. Мцхета и родственнице кафедрального протоиерея Басхарова; экзархом Грузии Исидором 22 февраля 1848 году он был рукоположён во диакона, а 27 февраля — во священника.
Благодаря жене-грузинке, он познакомился с грузинским языком; затем стал изучать осетинский язык. В семье родились дети — сын Фёдор и дочь Мария. В 1853 году скончалась его жена и 27 мая 1854 года он постригся в монашество с именем Иосиф и был назначен инспектором в Тифлисскую семинарию.
В 1855 году командирован в Тавриз и Тегеран при русском посольстве.
В 1857 году, с 19 сентября он был назначен управляющим осетинскими приходами и духовно-учебными заведениями в Владикавказском военно-осетинском округе, с возведением его 22 октября того же года в сан архимандрита.
В 1869 году стал членом Грузино-Имеретинской синодальной конторы. В Осетию вернулся в 1875 году: 13 ноября он был хиротонисан в сан епископа Владикавказского, викария Карталинской и Кахетинской епархии Грузинского экзархата (с 23 апреля 1885 года Владикавказская епархия стала самостоятельной).
Много потрудился на пользу духовного просвещения православных осетин.
22 июля 1888 года по собственному прошению Епископ Иосиф был уволен на покой в московский Новоспасский монастырь, где и скончался 25 июля (6 августа) 1890 года и погребён под Покровским собором.